# Peter Suschitzky
Peter Suschitzky (Londra, 25 luglio 1941) è un direttore della fotografia britannico.
Figlio del direttore della fotografia Wolfgang Suschitzky, è principalmente conosciuto per aver curato la fotografia de L'Impero colpisce ancora e per la sua collaborazione con David Cronenberg. I suoi lavori sono considerati tra i più impressionanti, per l'uso della luce e dei colori vibranti.

## Filmografia

### Cinema
- It Happened Here, regia di Kevin Brownlow e Andrew Mollo (1965)
- L'errore di vivere (Charlie Bubbles), regia di Albert Finney (1967)
- A Midsummer Night's Dream, regia di Peter Hall (1968)
- Gladiatorerna, regia di Peter Watkins (1969)
- Leone l'ultimo (Leo the Last), regia di John Boorman (1970)
- Caccia sadica (Figures in a Landscape), regia di Joseph Losey (1970)
- Come sposare la compagna di banco e farla in barba alla maestra (Melody), regia di Waris Hussein (1971)
- Il pifferaio di Hamelin (The Pied Piper), regia di Jacques Demy (1972)
- Tutte le donne del re (Henry VIII and His Six Wives), regia di Waris Hussein (1972)
- Creature grandi e piccole (All Creatures Great and Small), regia di Claude Whatham (1975)
- The Rocky Horror Picture Show, regia di Jim Sharman (1975)
- Valentino, regia di Ken Russell (1977)
- L'Impero colpisce ancora (Star Wars: Episode V - The Empire Strikes Back), regia di Irvin Kershner (1980)
- Krull, regia di Peter Yates (1983)
- Innamorarsi (Falling in Love), regia di Ulu Grosbard (1984)
- Inseparabili (Dead Ringers), regia di David Cronenberg (1988)
- Dalla parte del cuore (Where the Heart Is), regia di John Boorman (1990)
- Il pasto nudo (Naked Lunch), regia di David Cronenberg (1991)
- Occhio indiscreto (The Public Eye), regia di Howard Franklin (1992)
- The Vanishing - Scomparsa (The Vanishing), regia di George Sluizer (1993)
- M. Butterfly, regia di David Cronenberg (1993)
- Amata immortale (Immortal Beloved), regia di Bernard Rose (1994)
- Crash, regia di David Cronenberg (1996)
- Mars Attacks!, regia di Tim Burton (1996)
- La maschera di ferro (The Man in the Iron Mask), regia di Randall Wallace (1998)
- eXistenZ, regia di David Cronenberg (1999)
- Pianeta rosso (Red Planet), regia di Antony Hoffman (2000)
- Spider, regia di David Cronenberg (2002)
- A History of Violence, regia di David Cronenberg (2005)
- Shopgirl, regia di Anand Tucker (2005)
- La promessa dell'assassino (Eastern Promises), regia di David Cronenberg (2007)
- A Dangerous Method, regia di David Cronenberg (2011)
- Cosmopolis, regia di David Cronenberg (2012)
- After Earth, regia di M. Night Shyamalan (2013)
- Maps to the Stars, regia di David Cronenberg (2014)
- Il racconto dei racconti - Tale of Tales, regia di Matteo Garrone (2015)